# Gornje Vlase
Gornje Vlase (cyr. Горње Власе) – wieś w Serbii, w okręgu niszawskim, w gminie Gadžin Han. W 2011 roku liczyła 104 mieszkańców.